# Postsolenobia thomanni
Postsolenobia thomanni är en fjärilsart som beskrevs av Hans Rebel 1936. Postsolenobia thomanni ingår i släktet Postsolenobia och familjen säckspinnare. Inga underarter finns listade i Catalogue of Life.